# La Amistad (fartyg)
La Amistad var ett spanskt skonertskepp i Karibien. Sommaren 1839 hyrdes hon för transport av slavar från Havanna till en plantage på Kuba. Den 2 juli 1839 utbröt ett uppror bland slavarna ombord på skeppet. Det ledde till att USA:s kustbevakning tog hand om fartyget och ett rättsfall följde. Händelsen hade betydelse för avskaffandet av slaveri i USA. 

## Historia
Fartyget byggdes 1833 vid Fell's Point, Baltimore, och levererades till Ramón Ferrer på Kuba och döptes till La Amistad (vänskap). Den 28 juni 1839 seglade La Amistad med 53 afrikanska slavar utmed USA:s ostkust och bordades den 26 augusti av kustbevakningens fartyg Washington utanför Long Island. Befälet och afrikanerna internerades i New Haven, Connecticut. Fartyget beslagtogs och året därpå överfördes La Amistad till USA:s kustbevakning, riggades om till en brigantin och döptes om till Ion.
1840 såldes Ion till kapten George Hawford från Newport, Rhode Island och använde henne på traden New England – Bermuda och Saint Thomas. Efter några år såldes fartyget i Guadeloupe och blev franskflaggat.

## Beskrivning
Fartyget byggdes 1833 riggades som en tvåmastad skonert, segelarea 483 kvadratmeter. Fartyget såldes till en spanjor och döptes till La Amistad (Freedom) med hemmahamn i Havanna.

### Fartygsdata
| Längd:       | 37 meter  |
| Bredd:       | 7 meter   |
| Djupgående:  | 3,2 meter |
| Deplacement: | 136 ton   |

## Eftermäle

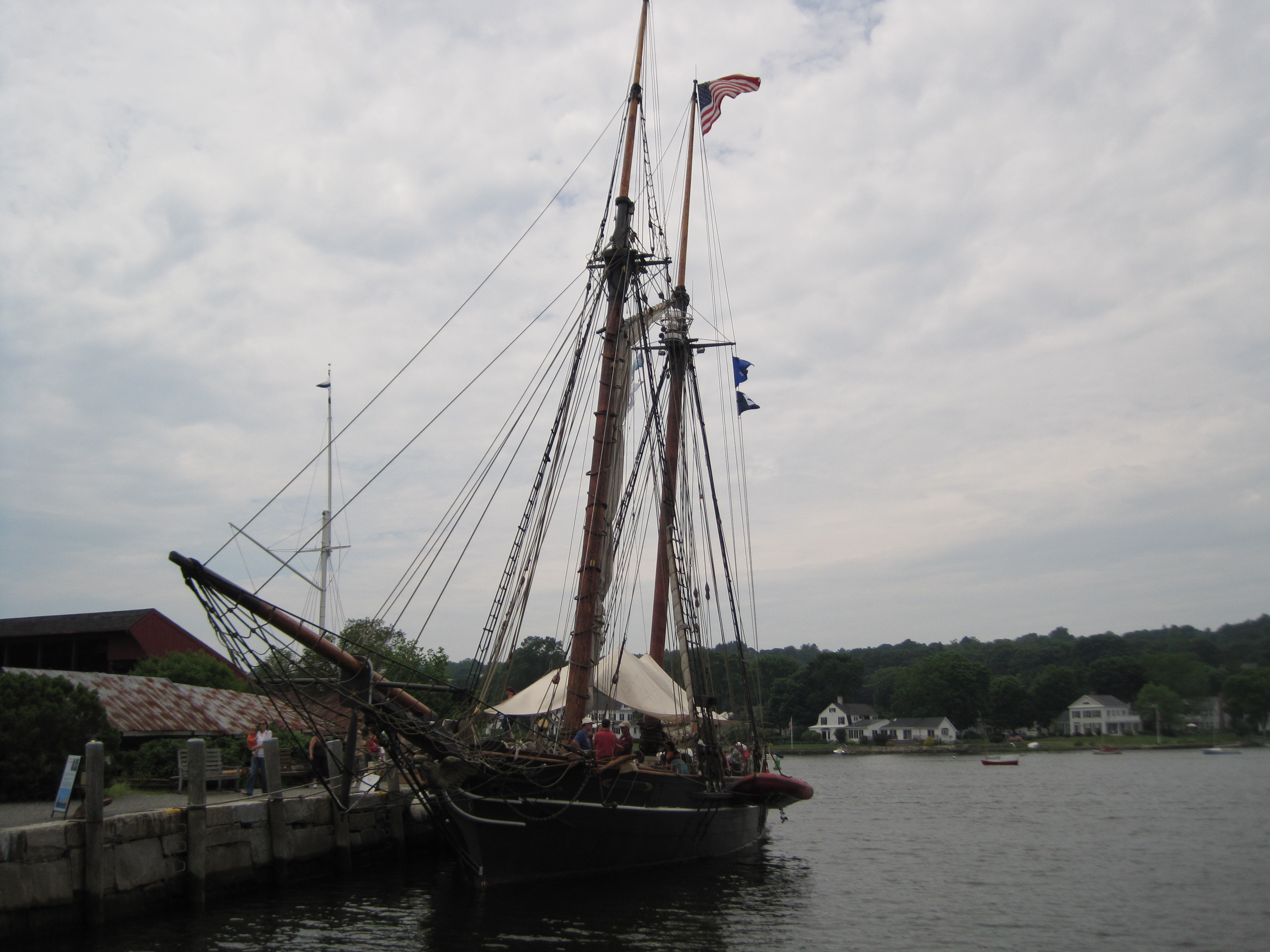
Amistad I Mystic Seaport 2010

### Replik
En replik av La Amistad byggdes vid 1998–2000 vid Mystic Seaport i New Haven, Connecticut och döptes till Freedom Schooner Amistad.

### La Amistadi kulturen
- 1962 – Middle Passage, lyriskt epos av Robert Hayden.[6]
- 1997 regisserade Steven Spielberg en film med namnet "Amistad", som utspelar sig ombord på La Amistad.[7]
- 1998 – My Love Is Your Love, Whitney Houston, studioalbum.